# Julie Fournier
Pour les articles homonymes, voir Fournier.
Julie Fournier est une actrice québécoise née en 1982, qui vit et travaille en France.

## Biographie
Née au Québec en 1982,  Elle grandit à Montréal, avec ses frères et sa sœur, aux côtés d’un père comptable et d’une mère masseuse-thérapeute. Durant son adolescence, en parallèle à ses études, elle commence le mannequinat.
En 1999, elle obtient son premier rôle dans le film Tout est calme de Jean-Pierre Mocky. Elle reçoit par la suite plusieurs propositions pour des productions télévisées, mais décide plutôt de suivre une formation d'acteur de deux ans à l'Atelier International de Théâtre Blanche Salant. En 2002, elle fréquente l'Atelier Damien Acoca, et en 2003 elle prend des cours dans la fameuse école new-yorkaise Black Nexxus (en).
En 2004, elle fait partie de la sélection de jeunes comédiens prometteurs Talents Cannes et participe à deux courts-métrages : Face ou pile de Patrick Chesnais et Cachez-moi ! de Michel Boujenah.
En 2014, elle obtient le rôle du lieutenant Roxane Janin, un des personnages principaux de la série Section de recherches depuis la huitième saison et sa relocalisation à Nice jusqu'à l'épisode 5 de la saison 9.
En 2019 elle apparaît dans la publicité pour les 30 ans de la Renault Clio au Royaume-Uni.

## Filmographie

### Cinéma
- 2000 : Tout est calme de Jean-Pierre Mocky : Pauline
- 2001 : Tanguy d'Étienne Chatiliez : Nathalie
- 2002 : Anomalie, court-métrage de Philippe Dussol : Une femme
- 2003 : Trouble, court-métrage d'Amaury Voslion
- 2004 : Face ou pile, court-métrage de Patrick Chesnais
- 2004 : Cachez-moi !, court-métrage de Michel Boujenah : La fille à la capuche
- 2005 : De qui me moque-je ?, court-métrage de Matthieu Maunier-Rossi : La fille devant la télé
- 2005 : Imposture de Patrick Bouchitey : La vendeuse cravate
- 2005 : Snow White de Samir : Nico
- 2006 : Nos jours heureux d'Éric Toledano et Olivier Nakache : Lisa, une nouvelle monitrice
- 2007 : Les Vacances de Mr Bean de Steve Bendelack : Femme d’Emil
- 2008 : Les Dents de la nuit de Stephen Cafiero et Vincent Lobelle : Prune Descoins
- 2010 : Elle s'appelait Sarah de Gilles Paquet-Brenner : Anna, femme brune au Vél d'Hiv
- 2012 : Crazy Pink Limo, court-métrage de Joséphine de Meaux : Lys
- 2019 : Les Petits Flocons de Joséphine de Meaux
- 2021 : Les Choses humaines de Yvan Attal

### Télévision
- 2001 : Des parents pas comme les autres, téléfilm de Laurence Katrian : Géraldine
- 2002 : La Ligne noire (mini-série) : Juliette
- 2004 : Diane, femme flic : Clara Descamps (1 épisode)
- 2005 : Boulevard du Palais : Béatrice Rinaldi (épisode 7.02)
- 2006 : Sois le meilleur, téléfilm de Christophe Barraud : Clarisse
- 2010 : Les Châtaigniers du désert, téléfilm de Caroline Huppert : Dr Lenoir
- 2011 : La Chanson du dimanche, la série : Prune (1 épisode)
- 2014 - 2015 : Section de recherches : Lieutenant Roxane Janin (saisons 8 et 9)
- 2019 : Vernon Subutex de Cathy Verney : Gaëlle
- 2020 : Derby Girl de Nikola Lange et Charlotte Vecchiet : Eliott Tremblay
- 2024 : Carpe Diem de Pierre Isoard : Rachel Segal